# Klara Sierońska-Kostrzewa
Klara Sierońska-Kostrzewa (ur. 28 lipca 1913 w Chorzowie, zm. 20 lipca 1990 w Bytomiu) – polska gimnastyczka, mistrzyni świata, mistrzyni Polski.

## Życiorys
W latach 1926–1939 była zawodniczką Towarzystwa Gimnastycznego "Sokół" w Świętochłowicach. W 1934 zdobyła mistrzostwo świata w ćwiczeniach na poręczach oraz brązowy medal drużynowo. W 1936 startowała na Igrzyskach Olimpijskich w Berlinie (1936), zajmując szóste miejsce drużynowo.
Na mistrzostwach Polski wywalczyła dwa złote medale (skok - 1937, ćwiczenia na poręczach - 1935), trzy srebrne medale (wielobój - 1935, ćwiczenia wolne - 1936, ćwiczenia na równoważni - 1938) i trzy brązowe medale (wielobój - 1936, 1937, skok przez konia - 1938).